# Erysiphe ulmariae
Erysiphe ulmariae är en svampart som beskrevs av Pers. 1846. Erysiphe ulmariae ingår i släktet Erysiphe och familjen Erysiphaceae.  Arten är reproducerande i Sverige. Inga underarter finns listade i Catalogue of Life.